# 4º Reggimento di sostegno AVES "Scorpione"
Il 4º Reggimento sostegno AVES "Scorpione" è un reggimento dell'aviazione dell'Esercito, dislocato presso l'aeroporto "Tommaso Fabbri" di Viterbo.
L'unità, dipendente dalla Brigata Sostegno Aviazione dell'Esercito, sita anch'essa a Viterbo, è responsabile della manutenzione degli aeromobili e dei materiali avionici in dotazione al corpo.
La festa del reggimento si celebra, in occasione della sua costituzione (1976), il 15 giugno

## Storia

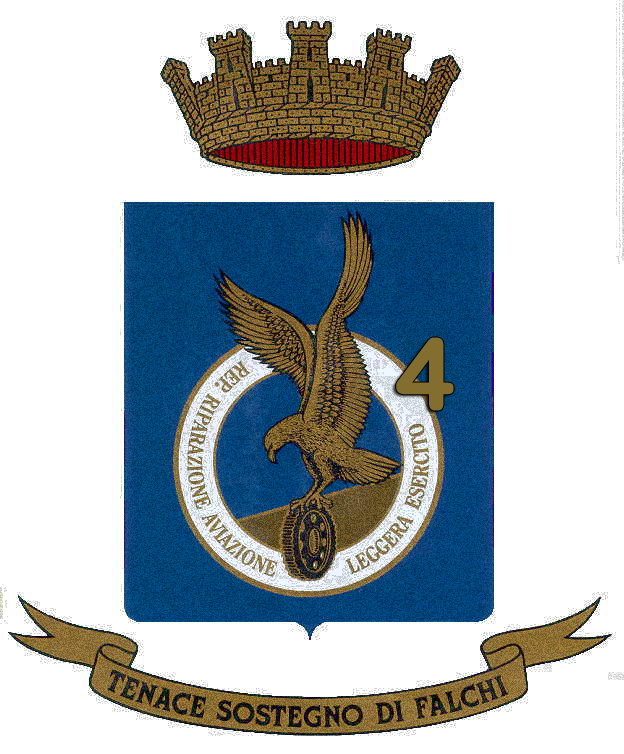
Stemma araldico storico, risalente alla costituzione del 4º Reparto Riparazioni Aviazione Leggera dell'Esercito, a partire dal 15 giugno 1976.

Il Reggimento, costituito in ottemperanza al programma di riordinamento e ristrutturazione dell'aviazione leggera dell'Esercito, trae le sue origini dal Nucleo tecnico logistico CH-47C del 1º Reparto riparazioni aviazione leggera dell'Esercito e assume la denominazione di 4º Reparto riparazioni aviazione leggera dell'Esercito in data 15 giugno 1976.
Il giorno 6 ottobre 1990, durante una suggestiva cerimonia alla presenza del presidente della Repubblica, Francesco Cossiga, è stata consegnata la bandiera di guerra al Reparto.
In data 12 giugno 1993, a seguito della nuova ristrutturazione dell'aviazione dell'Esercito (AVES), il Reparto ha assunto la denominazione di 4º Reparto riparazioni AVES.
Il 2 luglio 1996 il capo di stato maggiore dell'Esercito, generale Bonifacio Incisa di Camerana, ha tributato un "encomio solenne" al Reparto, per l'approntamento e condizionamento degli elicotteri A-129 e la partecipazione alle operazioni di copertura e protezione dell'ultimo contingente ONU in Somalia.
In data 1º settembre 1996 il Reparto ha assunto assunto la configurazione di Reggimento e ha assunto la denominazione di 4º Reggimento di sostegno AVES "Scorpione".
In ottemperanza al decreto 1º giugno 1999, che ha ridefinito le specialità dell'Arma di cavalleria, il giorno 3 ottobre 1999 in Pinerolo (TO) alla presenza del presidente della Repubblica Carlo Azeglio Ciampi, è stato consegnato lo stendardo che ha sostituito la bandiera di guerra del Reggimento e, in data 1º gennaio 2000, ha assunto la denominazione di 4º Reggimento sostegno cavalleria dell'aria "Scorpione".
A seguito dell'ultima ristrutturazione, il Ministero della difesa ha istituito con decreto del 3 novembre, la specialità dell'aviazione dell'Esercito e, pertanto, dalla data del 1º dicembre 2003, il Reggimento ha assunto la denominazione di 4º Reggimento sostegno aviazione dell'Esercito "Scorpione".
In data 29 ottobre 2015, al termine di un audit della Direzione degli Armamenti Aeronautici e per l'Aeronavigabilità (D.A.A.A.), il Reggimento ha ottenuto, nell'applicazione delle nuove normative recepite da quelle comunitarie in ambito aeronautico, due importanti riconoscimenti:
- quale quarto ente della Forza armata approvato per il mantenimento dell'aeronavigabilità degli aeromobili per cui è Polo tecnico logistico, ai sensi della norma AER(EP).P-2005;
- quale primo Ente della Forza armata autorizzato ad erogare servizi di formazione sulla manutenzione, a condurre gli esami ed emettere i relativi certificati di riconoscimento per manutentori di aeromobili militari e/o suoi componenti, relativamente ai corsi di Normativa aeronautica militare, ai sensi della norma AER.(EP).P-2147.

In data 21 novembre 2017 il 4° Scorpione centra un altro obiettivo, estendendo la portata del certificato di approvazione ai sensi della AER(EP).P-2147, quale organizzazione autorizzata ad erogare servizi di formazione sulla manutenzione, a condurre gli esami ed emettere i relativi certificati di riconoscimento per manutentori di aeromobili e/o suoi componenti, per i seguenti tipi di corsi:
- Military Aviation Legislation;
- Military Human Factor;
- Type Rating CH-47F;
- Type Rating UC-228;
- Type Rating VC-180A;
- Type Rating RQ-7C.

## Compiti istituzionali
Il 4º Reggimento di sostegno AVES "Scorpione", oltre al concorso e supporto nelle attività operative, svolge la funzione di Polo tecnico logistico di Forza armata per:
- linee di volo elicotteri da trasporto medio CH-47C e CH-47F,
- linee di volo velivoli Dornier DO228 e Piaggio P-180,
- Nuova linea di volo Aeromobili a pilotaggio remoto (APR) Shadow 200,
- strumentazione elettro-avionica di bordo, di navigazione, comunicazione e identificazione, nonché per i sistemi di autoprotezione installati a bordo degli aeromobili dell'aviazione dell'Esercito,
- Simulatori di volo, installati presso i locali del Centro addestrativo dell'aviazione dell'Esercito,
- Materiali di sopravvivenza, trasporto carichi e materiali antincendio,
- Tendostrutture per ricovero aeromobili.